# Rapaggio
 Rapaggio  là một xã ở tỉnh Haute-Corse trên đảo Corse, Pháp. Xã này có diện tích 2,56 km², dân số năm 1999 là 10 người. Khu vực này có độ cao trung bình 630 mét trên mực nước biển.